# Pseudoblothrus vulcanus
Pseudoblothrus vulcanus Mahnert, 1990 é uma espécie de pseudo-escorpião troglóbio endémica nos Açores.